# Викенд са родитељима
Викенд са родитељима (енгл. The Parenting) амерички је филм из 2025. у режији Крејга Џонсона, по сценарију Кента Сублета. Главне улоге тумаче Ник Додани, Брендон Флин, Паркер Поузи, Вивијан Банг, Лиса Кудроу, Дин Норис, Брајан Кокс и Иди Фалко.
Филм је 13. марта 2025. приказао Max.

## Радња
Геј пар Џош и Рохан планирају викенд-излет да би упознали своје родитеље, али открију да је њихова изнајмљена кућа дом 400-годишњег полтергајста.

## Улоге
| Глумац       | Улога    |
| ------------ | -------- |
| Ник Додани   | Рохан    |
| Брендон Флин | Џош      |
| Паркер Поузи | Елизабет |
| Вивијан Банг | Лилијан  |
| Лиса Кудроу  | Лиса     |
| Дин Норис    | Џон      |
| Брајан Кокс  | Џералд   |
| Иди Фалко    | Дороти   |